# Idea Cellular
Idea Cellular Limited — приватна публічна індійська телекомунікаційна компанія, третій за розміром провайдер зв'язку в стандарті GSM у країні (після Vodafone Essar і Airtel). Компанія була заснована в 1995 році як спільне підприємство компаній Tata Group, Aditya Birla Group і AT&T.